# Дунайські шваби
Дунайські шваби (нім. Donauschwaben) — загальна назва німецькомовного населення на території Румунії, Угорщини, Хорватії та Сербії. Найбільше розселення у долині Дунаю. Більшість із них походили від німецьких іммігрантів XVIII століття, що оселилися на територіях Угорського королівства, визволених від османського панування.
Дунайські шваби поділяються на кілька етнічних груп у залежності від території розселення: німці Угорщини; шваби Сату-Маре; банатські шваби; воєводинські німці у сербській Воєводині, які називають себе "швове" (Schwowe); німці хорватської Славонії. Карпатські німці та трансильванські сакси не входять до дунайських швабів.

## Історія
Починаючи з ХІІ століття, німецькі купці та шахтарі селилися в Угорському королівстві на запрошення угорських монархів. Хоча існували значні колонії карпатських німців у Спишських горах і трансильванських саксонів у Трансільванії, на решті територіях королівства німецьке населення не було значним.
Протягом XVII-XVIII століть війна між Габсбурзькою монархією та Османською імперією спустошила землі Паннонської рівнини (долина річки Дунай). Габсбурги, що керували Австрією та Угорщиною, переселяли у спустошені землі людей різних етнічних груп з усіх куточків своєї імперії, включаючи угорців, чехів, словаків, хорватів, сербів, румунів, українців та німців із Швабії, Гессена, Пфальца, Бадена, Франконії, Баварії, Австрії та Ельзас-Лотарингії. Мовою міжетнічного спілкування була німецька. Незважаючи на різне походження, нових іммігрантів сусідні серби, угорці та румуни називали швабами.
Перша велика хвиля переселенців відбулася в кінці XVII століття, після поразки турків у Віденської битви 1683 року. Переселенців залучали дворяни, чиї землі були спустошені в результаті військових дій, і такі полководці, як Євгеній Савойський і Клаудіус Мерсі. Багато німців осіло в горах Баконь і Вертеш на північ і захід від озера Балатон, а також в районі міста Буда, проте основним районом німецької колонізації в цей період стала Швабська Туреччина — трикутник, утворений озером Балатон і річками Драва і Дунай. Також німці селилися у Печі, Сату-Маре та на південь від Мукачева.
Після того, як за умовами Пожаревацького мирного договору Австрія отримала Банат, виникли плани заселення новоствореної провінції Темешварський Банат і регіону Бачка між річками Дунай і Тиса. Хоча наступна війна Австрії з Туреччиною знову спустошила регіон, після її закінчення колонізація продовжилася — як завдяки приватній ініціативі, так і завдяки підтримці держави. Коли в 1740 році Марія-Терезія коронувалася як «король Угорщини», вона стала заохочувати інтенсивну колонізацію коронних земель, особливо між Тисою і Тімішоарою. Німцям було дозволено зберігати свою мову і свою релігію (зазвичай католицтво). Поселенці поступово перетворювали землю: осушувалися болота між Дунаєм і Тисою, відбудовувалися ферми, прокладалися дороги і канали; багато дунайських швабів служили на австрійському військовому кордоні. З 1740 по 1790 роки в Угорщину іммігрувало близько 100 тисяч німців.
Наполеонівські війни поклали край великомасштабним переселенням німців на угорські землі, але чисельність населення серед колоністів поступово зростала природним шляхом. Були утворені «дочірні» колонії в Славонії і Боснії. Після утворення в 1867 році Австро-Угорщини в Угорщині почалася політика мадяризації, національні меншини (в тому числі дунайські шваби) за допомогою політичних і економічних заходів були змушені до переходу на угорську мову і прийняття угорської культури. З 1893 року розпочалося переселення частини дунайських швабів в Болгарію, на територію Врачанської області.
Після Першої світової війни відповідно до Сен-Жерменського і Тріанонського договорів Банат був розділений між Угорщиною, Румунією та Югославією; Бачка була розділена між Угорщиною та Югославією; Сату-Маре відійшов Румунії. Хоча точних цифр невідомо, загальна чисельність дунайських швабів оцінюється приблизно в один мільйон осіб в 1935 році, з них 500 тисяч проживало в Угорщині, 450 тисяч у Воєводині (Королівство Югославія), і від 230 до 300 тисяч в румунському Банаті (плюс близько 60 тисяч в районі Сату-Маре).
Під час німецького вторгнення в Югославію в 1941 році дунайські шваби відіграли роль п'ятої колони. На розчарування місцевого німецького населення області Бараня і Бачка були повернуті Угорщині, однак в окупованій Сербії було утворено автономну область Банат із німецьким самоврядуванням. Незважаючи на те, що встановлені на цих територіях маріонеткові режими не мали права призивати на військову службу етнічних німців, величезна кількість швабів добровільно вступала в загони СС і Ваффен-СС: із німців Банату була сформована 7-ма добровольча гірська дивізія СС «Принц Ойген», а з дунайських швабів Угорщини — 22-га добровольча кавалерійська дивізія СС «Марія Терезія». Дивізія «Принц Ойген» була задіяна для боротьби з югославськими партизанами, і відома масовими розправами над мирним населенням.
21 листопада 1944 року Президія Антифашистського віча народного визволення Югославії оголосила німців, що проживають на території Югославії, ворогами народу. 6 лютого 1945 року був виданий закон, відповідно до якого підлягало конфіскації все майно Третього Рейху, осіб німецької національності (незалежно від громадянства) і колабораціоністів. Після війни багато німців в Югославії померли в концентраційних таборах, багато хто з тих, що залишилися в живих, були змушені покинути країну; якщо до війни в Воєводині жило близько 350 тисяч німців, то перепис 1958 року зафіксував лише 32 тисячі. Німці Угорщини були переселені в Німеччину. У Румунії німецька меншина переслідуванням не піддавалася, але дуже багато німців самі покинули країну з економічних причин. Німці з Болгарії були вивезені в Німеччину ще під час війни в рамках політики «Heim ins Reich».
Після Другої світової війни частина дунайських швабів асимілювалася з корінним населенням. У 1970-1990 роках багато швабів емігрувало до Німеччини та Австрії, а також до Сполучених Штатів, Канади, Бразилії, Аргентини, Мексики та Австралії. Після повалення комуністичних режимів та відкриття кордонів еміграція посилилася. Тенденція змінилась після вступу Угорщини та Румунії до Євросоюзу. Наприклад, в Угорщині з 2001 по 2011 роки кількість тих, хто визначив німецьку мову як рідну, різко зросла.